# Reptile (Album)
Reptile ist das 14. Studioalbum des britischen Rockgitarristen Eric Clapton. Es erschien 2001 unter den Labels Reprise und Duck. Auf dem Album wirkten erstmals Billy Preston und The Impressions mit. Clapton stellte das Album auf der Reptile World Tour vor.

## Hintergrund
Das Albumcover zeigt einen lächelnden Clapton aus seiner Kindheit. Auf der Rückseite und im Booklet finden sich Familienbilder des Künstlers, der kurz nach der Veröffentlichung 56 Jahre alt geworden ist. Unter den Fotos erklärt Clapton zum Albumtitel: „Wo ich herkomme, ist das Wort „Reptil“ ein Kosename […]“. („Where I come from, the word 'reptile' is a term of endearment […]“). Clapton widmete das Album seinem Onkel.

## Titelliste
1. Reptile (Clapton) – 3:26
2. Got You on My Mind (Joe Thomas, Howard Briggs) – 4:30
3. Travelin’ Light (J. J. Cale) – 4:17
4. Believe in Life (Clapton) – 5:05
5. Come Back Baby (Ray Charles) – 3:55
6. Broken Down (Simon Climie, Dennis Morgan) – 5:25
7. Find Myself (Clapton) – 5:15
8. I Ain’t Gonna Stand for It (Stevie Wonder) – 4:49
9. I Want a Little Girl (Murray Mencher, Billy Moll) – 2:58
10. Second Nature (Clapton, Climie, Morgan) – 4:48
11. Don’t Let Me Be Lonely Tonight (James Taylor) – 4:47
12. Modern Girl (Clapton) – 4:49
13. Superman Inside (Clapton, Doyle Bramhall II, Susannah Melvoin) – 5:07
14. Son & Sylvia (Clapton) – 4:43
15. Losing Hand (Jesse Stone) – 4:18 (Bonustrack in Japan)

## 4 Bonustitel Special Edition 2001
1. (I) Get Lost (Moralez Mix) (Eric Clapton)
2. I Wanna Be (feat. B.B. King) (Doyle Bramhall II, Charlie Sexton)
3. Forever Man (How Many Times) (feat. Batchuogers) (Jerry Lynn Williams)
4. I Wanna Be (Edit) (Doyle Bramhall II, Charlie Sexton)

## Rezeption und Auszeichnungen
Allmusic-Kritiker William Ruhlmann sagte, dass „das Album Claptons Ansprüchen nicht gerecht wird und nicht so gut ist, wie er das sich vielleicht erhofft hatte.“ Insgesamt gab Ruhlmann zweieinhalb von fünf möglichen Bewertungseinheiten für das Album. Das Album erreichte Platz zwei der Albumcharts in Deutschland, Österreich und der Schweiz. Im Vereinigten Königreich erreichte Reptile Platz sieben der britischen Albumcharts. In den Vereinigten Staaten positionierte sich das Album auf Platz fünf der Billboard 200 und auf Platz eins der Top-Internet-Album-Charts. In Kanada erreichte das Album Platz elf der Top-Canadian-Album-Charts. Das Album wurde in Deutschland mit einer Platin-Schallplatte ausgezeichnet und verkaufte sich weltweit mehr als 955.000 Mal.

### Echo
Bei der Echoverleihung 2002 wurde Clapton für das Album in der Kategorie „Künstler des Jahres international“ nominiert.

## Kommerzieller Erfolg

### Auszeichnungen für Musikverkäufe
Im Jahr 2001 wurde das Album von dem Bundesverband Musikindustrie (BVMI) mit einer Goldenen Schallplatte für mehr als 150.000 verkaufte Tonträger in Deutschland ausgezeichnet. Im selben Jahr zeichnete die IFPI Schweiz das Album für mehr als 25.000 verkaufte Einheiten in ihrem Land aus. In den Vereinigten Staaten wurde Reptile von der Recording Industry Association of America (RIAA) für mehr als eine halbe Million Verkäufe und im Vereinigten Königreich von der British Phonographic Industry (BPI) für mehr als 100.000 Verkäufe jeweils mit einer Goldenen Schallplatte ausgezeichnet. Insgesamt erhielt das Album zehn Gold- und eine Platin-Schallplatte und verkaufte sich weltweit mehr als 1,2 Millionen Mal.
| Land/Region                  | Auszeichnungen für Musikverkäufe (Land/Region, Auszeichnung, Verkäufe) | Verkäufe  |
| ---------------------------- | ---------------------------------------------------------------------- | --------- |
| Argentinien (CAPIF)          | Gold                                                                   | 20.000    |
| Brasilien (PMB)              | Gold                                                                   | 50.000    |
| Deutschland (BVMI)           | Gold                                                                   | 150.000   |
| Finnland (IFPI)              | —                                                                      | 12.497    |
| Japan (RIAJ)                 | Platin                                                                 | 200.000   |
| Kanada (MC)                  | Gold                                                                   | 50.000    |
| Norwegen (IFPI)              | Gold                                                                   | 25.000    |
| Österreich (IFPI)            | Gold                                                                   | 20.000    |
| Schweiz (IFPI)               | Gold                                                                   | 25.000    |
| Spanien (Promusicae)         | Gold                                                                   | 50.000    |
| Vereinigte Staaten (RIAA)    | Gold                                                                   | 500.000   |
| Vereinigtes Königreich (BPI) | Gold                                                                   | 100.000   |
| Insgesamt                    | 10× Gold · 1× Platin ·                                                 | 1.202.497 |

Hauptartikel: Eric Clapton/Auszeichnungen für Musikverkäufe